# Опунция мелковолосистая
Опунция мелковолосистая (лат. Opuntia microdasys) — растение из семейства Кактусовые. Произрастает в долинах центральной Мексики (Идальго) на высоте около 1000 метров над уровнем моря. Описана Иоганном Леманом в 1827 году как Cactus microdasys.

## Характеристики
Основная форма Opuntia microdasys представляет собой прямостоящее ветвящееся кустарниковидное растение высотой до одного метра. Образовано мясистыми уплощёнными члениками обратнояйцевидной формы длиной от 5 до 15 сантиметров и шириной от 4 до 12 сантиметров. Поверхность члеников зелёного цвета, покрыта большим количеством небольших ареол. Колючки отсутствуют. Вместо них в ареолах произрастают пучки мельчайших неприятных глохидий жёлтого цвета Глохидии длиной 2—3 миллиметра, при касании легко отделяются и вызывают зуд и боль, оставаясь в коже. Вытащить их очень сложно.  Несмотря на это, кактус чрезвычайно популярен как в качестве комнатного растения, так и в коллекционном культивировании.

## Цветение
Opuntia microdasys, как и прочие опунции, цветёт в основном в оранжереях, достигнув достаточно крупных (в зависимости от разновидностей) размеров. В связи с этим довольно сложно добиться цветения опунций, растущих в квартире. Для этого следует приложить некоторые усилия. Во-первых, следует выращивать опунцию в очень широких ёмкостях. Во-вторых, на весь вегетационный период кактус следует выставить на открытый воздух, стараясь избегать перемещения ёмкости с растением. Наиболее охотно цветёт после длительной сухой зимовки. В случае успеха можно будет наблюдать многочисленное (до десяти цветков на одном членике) цветение в середине лета. Цветы лимонно-жёлтые, в диаметре достигают 3—5 сантиметров. Плоды сочные, лиловато-красные.

## Уход
Будучи пустынным кактусом, растение любит яркое солнечное освещение в течение всего периода роста. Зимовка также освещённая, но прохладная, при температуре от 3 °C до 10 °C. При недостатке солнечного освещения новые членики деформируются, приобретая цилиндрическую форму.
Растение может выдерживать отрицательные температуры. Летом, имитируя туман, растение можно опрыскивать, при этом оберегая его от прямых солнечных лучей до полного высыхания поверхности. Полив умеренный. Подкармливать можно один-два раза в месяц специальной подкормкой. Субстрат на 50 % минеральный — смеси песка, керамзита; на 50 % — гумусных смесей.
У Opuntia microdasys имеется две основных разновидности.
| Opuntia microdasys var. albispina Fobe | Opuntia microdasys var. rufida (Engelm.) U.Guzmán & Mandujano                                                                           |
| Два основных отличия этой разновидности — белоснежный цвет глохидий и меньший размер члеников (3—5 сантиметров в длину, 2—4 сантиметра в ширину), и, следовательно, меньший размер куста опунции. Старое растение достигает в высоту 30—50 сантиметров. Формирует новые членики чаще жёлтой разновидности. | Главное отличие этой разновидности — красновато-бурый цвет глохидий. В остальном же опунция схожа с основной формой Opuntia microdasys. |

## Внешние ссылки
- http://housegarden.narod.ru/opuntia_microdasys.htm Архивная копия от 26 марта 2014 на Wayback Machine
- https://web.archive.org/web/20131115042129/http://petflower.ru/products/Opuntia-microdasys.html
- http://www.desert-tropicals.com/Plants/Cactaceae/Opuntia_microdasys.html Архивная копия от 18 октября 2006 на Wayback Machine
- http://darina.kiev.ua/plant/sukkulents/opuntia_393.html Архивная копия от 20 августа 2010 на Wayback Machine
- http://bestcactus.ru/epages/shop.sf/ru_RU/?ObjectPath=/Shops/1533/Categories/Cactus/Opuntia (недоступная ссылка)
- http://www.greencorner-al.ru/opuntia.html Архивная копия от 23 апреля 2010 на Wayback Machine
- https://web.archive.org/web/20100920234926/http://cactuslove.ru/golland.php?id=41